# Les Cercles d'Akamoth
Les Cercles d'Akamoth est une série de bande dessinée.
- Scénario : Michaël Le Galli
- Dessins : Emmanuel Michalak
- Couleurs : Fabrys
- Encrage (tome 4): Fabio Bono

## Albums
- Tome 1 : Les Sans-âme (2003)
- Tome 2 : La Nouvelle Alliance (2004)
- Tome 3 : L'Enfant vaudou (2006)
- Tome 4 : L'Archange noir (2008)

## Publication
- Delcourt (Collection Insomnie) : Tomes 1 à 3 (première édition des tomes 1 à 3).